# Crystal Kingdom Dizzy
Crystal Kingdom Dizzy – przygodowa gra akcji wyprodukowana i wydana przez firmę Codemasters w 1992 roku na platformy Amiga, Amstrad CPC, Atari ST, Commodore 64 i ZX Spectrum. Jest to siódma z kolei gra z serii Dizzy.

## Fabuła
Zgodnie z legendą, którą pamięta jedynie Grand Dizzy, jeśli skarby Zeffaru (kielich, korona i miecz) zostaną usunięte z ich miejsc w Lodowym Pałacu, to świat czeka zagłada. Roztopieniu ulegnie Pałac i nastąpi wielka powódź. Okazuje się, że skarby faktycznie zostały usunięte z ich prawowitych miejsc i jedynym, która może uratować świat jest główny bohater gry – Dizzy.

## Rozgrywka
Crystal Kingdom Dizzy jest połączeniem gry platformowej i gry przygodowej. Gracz steruje w niej głównym bohaterem o wyglądzie jajka. Składa się ona z czterech etapów: wioski Yolkfolk, statku piratów, pustynnej wyspy i Lodowego Pałacu. Na każdym z nich celem jest rozwiązanie szeregu zagadek logicznych, które skutkują możliwością dostania się do kolejnego etapu lub wygraniem całej gry (na ostatnim etapie). Gracz musi w tym celu znajdować różne przedmioty i używać ich we właściwych miejscach. Wskazówki co do prawidłowej realizacji tych czynności można uzyskać poprzez interakcję z innymi postaciami występującymi w grze.

## Odbiór gry
Gra została dobrze przyjęta przez prasę zajmującą się tematyką gier komputerowych. Otrzymała ona wysokie oceny i przychylne recenzje, a także wyróżnienie od czasopisma „Sinclair User”. Była to pierwsza gra z serii, która wykorzystywała szerszą niż dotychczas paletę kolorów. Stronę dźwiękową określono jako przeciętną. Grę chwalono za grafikę, logiczne zagadki i długi czas rozgrywki. Z drugiej zaś strony wskazywano na dużą wtórność w stosunku do poprzednich części serii. Niemniej gra została uznana za najlepszą z dotychczasowych produkcji i zdecydowanie wartą zagrania.
We wrześniu 1993 gra została uznana przez czytelników magazynu „Your Sinclair” za jedną ze 100 najlepszych w historii na ZX Spectrum. Gra znalazła się w tym zestawieniu na 70. miejscu.